# Andreu Vidal Cardell
Andreu Vidal Cardell, conegut com a Pedregana, (Llucmajor, Mallorca, 1886-1962), fou un glosador mallorquí.
Fill del també glosador Andreu Vidal Mut, és clarament una figura de transició entre la poesia oral i la pròpia de la cultura escrita. A diferència de la majoria de glosadors, no improvisava, per la qual cosa no participà en combats de gloses. No deixà cap obra impresa, però se'n conserven nombroses transcripcions, de les quals destaquen Els deliris des culers, Dècimes desbaratades, Ses peripecis d'un perdiuer, Ja torna es cobrador de lletres i Lo que sé de sa vida.